# Юрмала (Архангельская область)
Юрмала — деревня в Плесецком районе Архангельской области России. Входит в состав муниципального образования «Тарасовское». Часть села Тарасово.

## География
Деревня находится на правом берегу Пуксы. К северо-западу от деревни находится деревня Якшина, к юго-западу — деревня Пивка, к югу — деревня Мишутиха, к юго-востоку — деревни Тарасиха и Монастырь, к северу — деревня Подволочье.

## Население
| 2002 | 2010 | 2012 |
| ---- | ---- | ---- |
| 25   | ↘21  | →21  |

Численность населения деревни, по данным Всероссийской переписи населения 2010 года, составляла 21 человек. В 2009 году в деревне также числился 21 человек, в том числе 12 пенсионеров и 6 детей.

### Карты
- Топографическая карта P-37-11_12.
- Топографическая карта P37-047,048 ПОДВОЛОЧЬЕ
- Юрмала. Публичная кадастровая карта
- Юрмала на карте Wikimapia